# Faidiva de Tolosa
Faidiva de Tolosa (c. 1133 - 1154) va ser una noble de la Casa de Tolosa. Era la filla del comte Alfons Jordà i de Faidiva d'Usés. Faidiva, si bé inusual, és un nom que apareix altres cops en els registres del segle XII llenguadocià.
Faidiva, que també es pot escriure Faydiva o Fedida, va néixer cap al 1133 suposadament del matrimoni entre Alfons Jordà, comte de Tolosa, i Faidiva d'Usés, filla de Ramon Decan, senyor de Posquièras i d’Usés. Els avantpassats de Faidiva tanmateix no són segurs; els historiadors francesos Victor Flour de Saint-Genis i Samuel Guichenon, i l'historiador anglès Charles Previté-Orton afirmen que se l'ha d'identificar com a Faidiva de Tolosa de Llenguadoc, filla de Comte de Tolosa i la seva dona anomenada també Faidiva, que apareix esmentada a la Histoire de Montpellier com mare del comte Ramon V. A més, a la Histoire Générale de Languedoc (Notes, volum IV) s'hi cita una carta del germà de Faidiva, que es defineix com a oncle matern del comte Ramon V. Per la seva banda Samuel Guichenon al segle XVII afirmava que la mare de Faidiva era filla de Gerbert de Gavaldà.
Faidiva de Tolosa es va casar el gener de 1151 amb Humbert III, comte de Mauriena i de Savoia, de qui en va ser la primera esposa. Tanmateix Faidiva va morir el 1154 quan tenia, segons es diu, només 19 anys sense haver tingut encara cap fill. Humbert III es va tornar a casar l'any següent amb Gertrudis de Flandes.